# Krka (rivier in Kroatië)

Krka is een rivier in Dalmatië waarvan de bron aan de voet van het westelijke deel van het Dinar-gebergte ligt en vervolgens bij Šibenik uitmondt in zee. De rivier heeft een lengte van 72,5 km. De Krka loopt deels door het Kroatische karstgebied en staat bekend om zijn talrijke watervallen, die door de afzetting van een bijzonder kalksteensoort zijn ontstaan. Tevens bevinden zich hier ook diepe ravijnen (tot 200m).
De Skradinski buk watervallen maken deel uit van het Nationaal Park Krka.